# Fuchs und Hase retten den Wald
Fuchs und Hase retten den Wald ist ein niederländisch-belgisch-luxemburgischer Animationsfilm für Kinder unter der Regie von Mascha Halberstad aus dem Jahr 2024. Der Film feierte im Februar 2024 auf der Berlinale seine Weltpremiere in der Sektion Berlinale Generation.

## Handlung
Fuchs, Hase und ihren Freunden fällt auf, dass das Wasser des Bachs immer stärker steigt. Dann wird er zum Fluss und schließlich zu einem See, der ständig wächst und schließlich das Haus von Fuchs und Hase überschwemmt. Außerdem terrorisieren listige Ratten die ganze Nachbarschaft. Nun heißt es handeln, doch guter Rat ist teuer. Dann verschwindet auch noch die Eule und alle benehmen sich, als könnten sie allein bestimmen, was zu tun ist. So werden die Probleme nur noch größer. Fuchs und Hase machen sich auf, um den Wald zu retten. Dies wird zu einer Belastungsprobe für ihre Freundschaft.

## Produktion

### Filmstab
Regie führte Mascha Halberstad, das Drehbuch stammt von Fabie Hulsebos. Die Regisseurin hatte auf der Berlinale 2022 mit Oink den Wettbewerb in der Reihe Kplus eröffnet. Zu hören sind die Stimmen von Rob Rackstraw, Dan Skinner, Jamie Quinn, Teresa Galagher und Sarah Madigan.

### Produktion und Förderungen
Produziert wurde der Film von Janneke Van de Kerkhof, Bruno Felix, Eric Goossens, Anton Roebben, David Mouraire, Emmanuelle Vincent und Pierre Urbain. Produktionsunternehmen waren Doghouse Films, Submarine und Walking The Dog. 
Für jede Figur wurden Tonmodelle entworfen und als CG Assets gescannt, die anschließend verändert und manipuliert werden konnten.
Für die Niederlande steht der Film im Verleih von Doghouse Films, die weltweiten Rechte hat Urban Sales.
Eine Fördersumme von 325.000 Euro kam 2021 vom Europäischen Rat. 2022 unterstützte die Netherlands Film Production Incentive das Projekt.

### Marketing und Veröffentlichung
Der Film feierte am 18. Februar 2024 auf der Berlinale seine Weltpremiere in der Sektion Berlinale Generation. Der erste Trailer wurde kurz zuvor vorgestellt.

## Rezeption
Marta Basaga nannte auf cineuropa.org die Geschichte „dünn“ und die 3D-Animation „nicht so charmant oder so skurril“ wie in Halberstads Film Oink (2022). Fuchs und Hase retten den Wald sei eine „leichte Geschichte“, aber es gebe Zeiten, in denen sie sich dunkel anfühle. Der Film vermittle auf unauffällige Weise die Botschaft, dass Veränderung möglich sei, und zeige, wie wichtig Nachhaltigkeit sei. Er sei „unterhaltsam, wenn auch etwas verrückt“.

## Auszeichnungen und Nominierungen
- 2024: Internationale Filmfestspiele Berlin